# キレイになりたい!
『キレイになりたい!』は、寄田みゆきによる日本の漫画作品。
『デザート』（講談社）にて1999年頃から2004年11月号まで不定期で連載された。最終話は『THEデザート』（同）2006年11月号に掲載された。単行本は全6巻。新装版は電子書籍限定で大洋図書から出版され、表紙のイラストが異なるが、中身は単行本と同じ。

## あらすじ
「キレイになりたい」という女の子のあらゆる悩みや欲望を天才高校生エステティシャン・吉祥寺美作子が叶えていく、オムニバス形式の作品である。毎回異なる女性ゲストの視点で描かれている。

## 登場人物
吉祥寺美作子以外はゲストとして登場。
吉祥寺 美作子（きちじょうじ みさこ）
高校3年生。変わり者と噂されている。家は一流メイクサロンを営んでいる。

## 書誌情報
- 寄田みゆき『キレイになりたい!』講談社〈講談社コミックスデザート〉全6巻
  1. 1999年11月10日発売[1]、ISBN 978-4-06-341069-3
  2. 2000年11月10日発売[2]、ISBN 978-4-06-341108-9
  3. 2002年1月9日発売[3]、ISBN 978-4-06-341153-9
  4. 2003年2月10日発売[4]、ISBN 978-4-06-365206-2
  5. 2004年6月11日発売[5]、ISBN 978-4-06-365276-5
  6. 2006年12月13日発売[6]、ISBN 978-4-06-365426-4